# Mont Vélan
El Mont Vélan és una muntanya de 3.731 metres dels Alps Penins, que es troba entre les regions de la Vall d'Aosta (Itàlia) i de la Valais (Suïssa).

## SOUISA
Segons la definició de la SOIUSA, el cim té la següent classificació:
- Gran part: Alps occidentals
- Gran sector: Alps del nord-oest
- Secció: Alps Penins
- Subsecció: Alps del Grand Combin
- Supergrup: Cadena Grand Combin-Monte Vélan
- Grup: Grup Mont Vélan-Tête de By
- Subgrup: Grup del Mont Vélan
- Codi: I/B-9.I-B.3.a